# Банадига Наталія Василівна
Ната́лія Васи́лівна Банади́га (нар. 16 серпня 1964, Тернопіль) — українська науковиця та винахідниця у галузі педіатрії, доктор медичних наук (2000), професор (2002), Заслужений діяч науки і техніки України (2018), завідувачка кафедри педіатрії факультету післядипломної освіти Тернопільського національного медичного університету імені І. Я. Горбачевського.

## Життєпис
Наталія Банадига у 1988 році закінчила Тернопільський медичний інститут, у 1989 році — інтернатуру з педіатрії.
Працювала лікарком-педіатром районної лікарні і навчалася у очній аспірантурі з педіатрії.
Від 1993 року працює у Тернопільському державному медичному інституті: асистент кафедри дитячих хвороб (1993—1996), доцент кафедри дитячих хвороб (1996—2000), професор кафедри шпитальної та факультетської педіатрії (2001), з грудня 2001 — завідувачка кафедри педіатрії факультету післядипломної освіти ТНМУ, експерт з педіатрії ГУОЗ, член атестаційної комісії ГУОЗ, член КЕК ГУОЗ. Лікар-педіатр вищої категорії, спеціаліст "Дитяча алергологія".

## Наукова діяльність
У 1993 році захистила кандидатську дисертацію на тему «Клінічне значення та корекція синдрому ендогенної інтоксикації при бронхіальній астмі у дітей» при ДУ «Інститут педіатрії, акушерства та гінекології НАМН України».
У 1999 році захистила докторську дисертацію на тему «Клініко-патогенетичні аспекти хронічних та рецидивуючих неспецифічних бронхолегеневих захворювань у дитячому віці та їх лікування».
У 2002 році Банадизі Н. В. присвоєно професорське звання.
Наукові інтереси:
- проблеми вигодовування дітей раннього віку та його імунобіологічна роль у гармонійному розвитку дитини;
- профілактика алергічних захворювань;
- діагностика та удосконалення методів лікування, реабілітації хворих із бронхіальною астмою, атопічним дерматитом;
- патогенетичні механізми перебігу запальних захворювань органів дихання, вдосконалення існуючих методів лікування, зокрема, пневмоній та різних форм бронхітів;
- роль та значення дисбалансу процесів імуногенезу у різні вікові періоди та на тлі окремих соматичних захворювань;
- методи ранньої діагностики і лікування патології органів травлення, в тому числі цілеспрямованої корекції порушень екзокринної функції підшлункової залози;
- вплив соматичної патології на інтенсивність процесів остеогенезу у дітей в різні вікові періоди;
- імунопатологічні механізми поширеної патології та диференційовані підходи до їх корекції;
- особливості перебігу захворювань, що передаються кліщами, у дітей, сучасні підходи до діагностики і лікування[1].

Останні роки розроблена концепція вивчення мультифакторіальних захворювань дитячого віку.
Професор Банадига бере участь у роботі спеціалізованих вчених рад Д 58.601.02 у ТНМУ і Д.05.600.03 при Вінницькому національному медичному університеті імені М. І. Пирогова.
Під керівництвом Н. В. Банадиги захищено 1 докторську і 7 кандидатських дисертацій.

## Редакційна та громадська робота
Банадига Наталія Василівна веде активну громадську роботу, зокрема, вона є:
- головою Тернопільського осередку Асоціації дитячих гастроентерологів і нутриціологів України (від 2001 року)[4];
- заступницею голови Тернопільського осередку Асоціації педіатрів України[1];
- членом Асоціації педіатрів України[1];
- членом Асоціації дитячих алергологів України[1];
- членом Асоціації дитячих пульмонологів України[1];
- членом Асоціації педіатрів-гастроентерологів та нутриціологів[1];
- членом EAACI;
- членом редакційної ради журналу «Перинатологія і педіатрія»[1];
- членом редакційної ради журналу «Актуальні питання педіатрії, акушерства та гінекології»[7];
- членом редакційної ради журналу «Проблеми клінічної педіатрії»[8];
- членом редакційної ради журналу «Сучасна педіатрія»[9].

У 1997–2000 роках виконувала обов’язки обласної позаштатної дитячої алергологині.

## Доробок
Авторка понад 500 наукових публікацій, 12 навчальних посібників, 10 монографій.
Має 8 патентів на винахід, 16 рацпропозицій, 12 інформаційних листів.

## Основні публікації
- N.Banadyha, I. Rogalskyy, R. Komorovsky. A Case of Diagnosis of Lyme Disease in the Absence of a Tick Bite.Pediatrics and Neonatology.2019/6/11. 1875-9572.
- O.Horlenko, L.Pushkash, V.Studeniak, M.Peresta, V.Brych, I.Pushkash, N.Banadyga.ENVIRONMENTALLY DEPENDENT ENDOCRINOPATHIES IN THE CHILDREN FROM MOUNTAINOUS REGION .Arch Dis child.2019;104 (Suppl 3): AL-A1-A428.-P.A279-280.
- Nataliya Banadyha, Igor Rogalskyy, Roman Komorovsky.Atypical, severe presentation of chickenpox.World Journal of Pediatrics.-2018.- Dec;14(6):615-616.
- Banadyha N.,Voloshyn S. ACTIVITY OF INFLAMMATORY CYTOKINES AND GENE G308A POLYMORPHISM OF TUMOR NECROSIS FACTOR ALFA IN CHILDREN WITH DIFFERENT VARIANTS OF THE COURSE OF BRONCHIAL ASTHMA.Proceedings of the International Academic Congress «European Research  Area: Status, Problems and Prospects» Latvia, Riga, 01-02 September 2016. — С. 42-44.
- Banadyha N.V. Influence of iron deficiency anemia of the formation of systemic immunity in children . Journal of education, Health and Sport. — 2016; 6(1): 93-100.
- Banadyha N.V.,Voloshyn S.B. The investigation of gen polymorphism ß2- adrenoreceptors in children with bronchial asthma. Journal of Education, Health and Sport Formely Journal of Health Sciences.- 2015.-Vol. 5.- № 12.- с. 417—423.
- I. Dzybanovsky, A. Banadyga, N. Banadyga. Diagnostic value of paraclinical markers in carly diagnosis of various forms of acute pancreatitis. Journal of education, Health and Sport. — 2016; 6(4): 63-70.
- Hariyan T., Banadyha N., Boyarchuk O. Clinical and laboratory features of childhood atopic dermatitis. Arch Dis Child 2014; 99 (Suppl 2): A 1-A620. Pulished by group.bmj.com on December 12, 2015.
- Nataliya Banadyga, Oksana Boyarchuk, Tetyana Hariyan. Risk Factors of Rheumatic Heart Disease in Children of West Ukraine. Educational congress  L mastercourse.- Lyon, France 19-22 september, 2013 .– p. 3
- Banadyha Nataliya, Rogalskyy Igor , Komorovsky Roman. Reply to Could the cause of Kawasaki disease be other triggers besides immunization ? // Vaccine. - 2021. - Volume 39. - Issue 4. - P. 645.
- Банадига Н.В. Реальна ситуація з кором у дітей напередодні й під час пандемії Covid-19 // Проблеми клінічної педіатрії . - 2020. - № 4(50). - С. 45-53.
- Банадига Н.В. Нова концепція функціонального харчування дітей раннього віку // Сучасна педіатрія. Україна. - 2020. - № 6(110). – C.70-78.
- Банадига Н.В. Роль поліморфізму окремих генів у формуванні бронхіальної астми у дітей //Актуальні питання педіатрії, акушерства, гінекології. - 2020. - №1. - С. 5-9.
- Банадига Н.В., Рогальський І.О. Практичні аспекти хвороби Лайма у дітей //Сучасна педіатрія. Україна. - 2020. - № 5. - С. 33-38.
- Банадига Н.В., Рогальський І.О. Маніфестація алергічних хвороб у дітей: проблеми та рішення //Мат.УІІІ Наукового симпозіуму «Імунопатологія при захворюваннях органів дихання і травлення. Міжнародна пульмонологічна школа». – 2020. – С.8-9.
- Nataliya Banadyha, Igor Rogalskyy, Roman Komorovsky Kawasaki disease following immunization with poliovirus monovaccine. Vaccine. - 2020/8/2.S0264-410X (20) 30988-9.
- Banadyga A., Banadyha N., Banadyga S. Early diagnosis and prevention of complications of acute pancreatitis // Journal of Education, Health and Sport. - 2020. - Vol. 10.ISSUE 2. - P. 74-78.
- Банадига Н.В. Анемічний синдром у дітей: крізь призму педіатричних та гематологічних проблем //Сучасна педіатрія.Україна. - 2019. - № 8 (108). – С. 24-33.
- Банадига Н.В. Диференційна діагностика та лікувальна тактика педіатра при повторних епізодах бронхообструктивного синдрому // Сучасна педіатрія. Україна. – 2019. - № 7. – С. 67-72.

## Державні нагороди
У 2018 році Наталія Банадига удостоєна державної нагороди "Заслужений діяч науки і техніки", нагороджена грамотами Тернопільської обласної державної адміністрації і Тернопільської обласної ради.
Інформація про Н. Банадигу занесена у «Літопис досягнень сучасної України: «Успішні професіонали України» (2014), «Літопис сучасної науки й освіти України»: наукові школи, авторські системи і концепції (2018), «Науковці України - еліта держави» (2010), «Успішна жінка України» (2013), «Винахідники України - еліта України» (2018).